# Doro (Vorname)
Doro ist ein weiblicher Vorname.

## Herkunft und Bedeutung
Doro ist eine Kurzform des Vornamens Dorothea.

## Bekannte Namensträger
- Doro Müggler (* 1973), Schweizer Schauspielerin
- Doro Pass-Weingartz (* 1951), deutsche Politikerin von Bündnis 90/Die Grünen
- Doro Pesch (* 1964), deutsche Rocksängerin